# Liptovské Matiašovce
Liptovské Matiašovce es un municipio del distrito de Liptovský Mikuláš en la región de Žilina, Eslovaquia, con una población estimada a final del año 2024 de 321 habitantes.
Se encuentra ubicado al sureste de la región, cerca del curso alto del río Váh (cuenca hidrográfica del Danubio), de los montes Tatras y de la frontera con Polonia y las regiones de Prešov y Banská Bystrica.

## Demografía
| Año        | 1994 | 2004    | 2014    | 2024    |
| ---------- | ---- | ------- | ------- | ------- |
| Población  | 303  | 289     | 299     | 321     |
| Diferencia |      | −4,62 % | +3,46 % | +7,35 % |

| Año        | 2023 | 2024    |
| ---------- | ---- | ------- |
| Población  | 322  | 321     |
| Diferencia |      | −0,31 % |